# Biophysique
 (janvier 2012).
La biophysique est une discipline à l'interface de la physique et la biologie où les concepts physiques et les outils d'observation et de modélisation de la physique sont appliqués aux phénomènes biologiques.
Plusieurs domaines de la biologie dans son sens le plus large ont bénéficié des avancées réalisées par la biophysique. L'écologie, l'évolution des espèces, le développement, la médecine, la biologie cellulaire ou encore la biologie moléculaire sont quelques exemples de l'application de la compréhension biophysique.
Une approche héritée de la physique y est utilisée pour :
- réaliser des images internes d'organisme : IRM, radiographie, traiter, détecter des tumeurs cancéreuses : radiothérapie, tomographie par émission de positons ;
- mettre en évidence la structure d'éléments constitutifs du vivant : l'ADN ou les protéines ;
- mesurer et manipuler de plus en plus précisément les éléments constitutifs du vivant. À titre d'exemple, il est possible d'utiliser des pinces optiques pour déplacer des organites ou bien dérouler la double hélice de l'ADN en mesurant la force appliquée.

La biophysique moderne peut être divisée en quelques catégories : la biophysique médicale (imagerie, rayonnement, détection, optique), la biophysique moléculaire (structure des protéines, interactions protéine-protéines, structure en 3D de l'ADN), la biophysique cellulaire (mécanique de la cellule et de ses composants, modélisation de réseaux de signalisation génétiques), la biophysique des tissus (processus de croissances des organes, biomécanique, phénomènes de migration collective) et la biophysique environnementale et des populations (composants de l'environnement, de la biosphère, théorie de l'évolution).

## Bref historique
Les physiologistes, qui furent les premiers biophysiciens, démontrèrent plus tard que les lois de la physique sont nécessaires et suffisantes pour expliquer le vivant. Vers le milieu du XIXe siècle, une école multidisciplinaire se structure à Berlin, autour de figures comme Johannes Müller et Hermann von Helmholtz, et explore en particulier le rôle de courants électriques dans les processus nerveux, ou l'optique physiologique. Au début du XXe siècle, Darcy Thompson publie son magnum opus, Forme et croissance, où il montre comment des processus complexes du développement de la forme d'embryon peuvent être expliqués par des principes physiques et mathématiques simples, s'inspirant par exemple de la physique des mousses. Au cours du XXe siècle, la théorie du vitalisme tombe en désuétude, et la biophysique prend pour but général la caractérisation du vivant au moyen de techniques physiques et chimiques. Après la seconde guerre mondiale, plusieurs chercheurs, notamment à l'Université de Cambridge révolutionnent la biophysique, en utilisant par exemple la cristallographie aux rayons X pour découvrir la structure de l'ADN (James Watson, Francis Crick, Maurice Wilkins et Rosalind Franklin, les trois premiers obtenant le Prix Nobel de physiologie ou médecine en 1962 pour cette découverte), l'électrophysiologie pour découvrir la propagation du potentiel d'action dans les nerfs (Alan Lloyd Hodgkin et Andrew Huxley, obtenant le Prix Nobel de physiologie ou médecine en 1963), ou le rôle de processus chimiques dans la formation de motifs dans l'embryon (Alan Turing en 1952).

## Aspect théorique
La biophysique entend expliquer les phénomènes biologiques par les mêmes lois qui s'appliquent au reste du monde. Elle est en cela l'héritière directe de la physiologie du début du XXe siècle. Comme pour beaucoup d'autres systèmes complexes (plasmas, supraconducteurs...), les biophysiciens cherchent à développer des théories adaptées aux phénomènes typiques du monde vivant. Dans bien des cas, de telles théories mettent en évidence certains points communs entre observations a priori très différentes, et ouvrent de nouvelles perspectives. Il se trouve que les organismes vivants font partie des systèmes physiques les plus complexes et les plus variés qui soient accessibles à notre observation. Pourtant, il existe une unité remarquable au niveau cellulaire, déjà mise en évidence par les premières observations de cellules au microscope (Schleiden 1838, Schwann 1840, Virchow 1855). Un des principaux exemples d'universalité dans la description physique et mathématique de processus biologique est la théorie de réaction-diffusion développée par Turing en 1952 pour expliquer la formation ex nihilo de motifs tels que les rayures ou pois dans le pelage des animaux lors de leur développement. Cette théorie, qui fait toujours l'objet d'intenses recherches en biologie du développement, s'applique aussi pour décrire des processus chimiques, écologiques ou géologiques.
La découverte progressive de l'unité des processus physiques intervenant dans toutes les cellules vivantes a été un moteur important pour le développement de la biophysique. Les physiciens cherchent en effet à expliquer l'essentiel des observations en proposant des théories synthétiques. Les succès les plus importants sont obtenus lorsque plusieurs observations dans des contextes différents, chez des organismes différents, sont rattachées à une même explication physique.
Articles spécialisés :
- biophysique des membranes (Membrane biophysics (en)) :
  - biophysique des canaux ioniques,
  - transport membranaire,
  - canal ionique ;
- polymères biologiques ;
- biomécanique ;
- biomécanique des muscles ;
- moteur moléculaire ;
- vésicules ;
- biomimétisme ;
- réaction-diffusion.

Domaines de la physique théorique particulièrement importants en biophysique :
- physique statistique hors d'équilibre ;
- dynamique des fluides ;
- rhéologie ;
- physique des polymères :
- structure de la matière :
  - physique de la matière molle ;
- spectroscopie et rayonnement ;
- électrostatique, magnétisme.

## Aspect expérimental

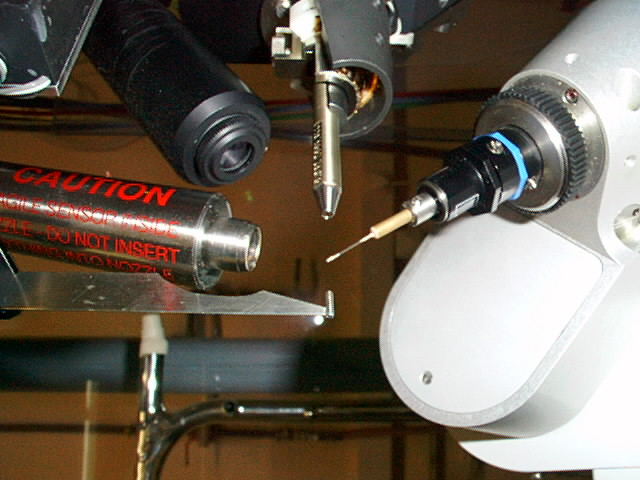
Diffractomètre pour rayons X à géométrie « kappa », muni d'un système cryogénique et d'un détecteur CCD.

Techniques d'observation développées essentiellement grâce aux progrès en physique :
- la résonance magnétique nucléaire (RMN), qui permet de résoudre la structure tridimensionnelle de petites molécules ;
- l'imagerie par résonance magnétique (IRM) ;
- la diffraction de rayons X utilisée en cristallographie, qui permet de résoudre la structure de molécules de toute taille, à la condition qu'elles forment des cristaux réguliers ;
- la résonance paramagnétique électronique (RPE) ;
- la résonance plasmon de surface (SPR) ;
- la spectrométrie de masse, qui permet d'identifier des protéines ;
- l'électrophysiologie, qui mesure l'activité électrique des cellules, potentiellement d'une seule cellule à la fois grâce à la technique du Patch-clamp ;
- la biophotonique et la microscopie de fluorescence ;
- la microcalorimétrie, qui mesure les changements de chaleur au cours d'une réaction, par exemple la liaison de molécules d'eau à une protéine ;
- la microtensométrie, qui permet de mesurer les forces d'interaction au sein d'une bicouche lipidique ;
- la réaction en chaîne par polymérase (polymerase chain reaction ou PCR), dont les applications dans le domaine de la manipulation de l'ADN sont nombreuses.

Tout ceci nécessite la manipulation et la purification de ces molécules en utilisant
la chromatographie liquide à haute pression (HPLC en anglais), l'électrophorèse, la cristallogenèse, la cytométrie en flux, le génie génétique et des techniques permettant d'obtenir en quantité suffisante des molécules identiques, telles que la réaction en chaîne par polymérase.
Les appareillages ne sont pas encore capables de « voir » une molécule mais en « éclairant » un grand nombre de molécules identiques avec un rayonnement contrôlé, des rayons X aux ondes radio (RMN, RPE), il est possible d'en déduire leur structure commune par l'analyse du rayonnement réémis. L'utilisation d'un modèle théorique fondamental à base de physique quantique, et donc l'emploi de l'outil informatique, est indispensable.
Le rayonnement réémis est aussi utilisé pour localiser ces molécules dans l'espace ; c'est ce qui est utilisé en imagerie. Cela implique souvent le couplage de la molécule d'intérêt à un fluorophore biophotonique.
Les exemples d'utilisation de ces techniques en médecine sont innombrables. On pourra retenir, par exemple, le génome décodé, sida et protéine TAT (sida et tat (HIV) (en)), utilisation de la RPE.
Une discipline utilise ces différents outils et techniques afin de les appliquer à la médecine : génomique structurale.

## Pour en savoir plus